# A majmok bolygója (film, 1968)
A majmok bolygója (Planet of the Apes) 1968-ban bemutatott sci-fi kalandfilm.
A forgatókönyvet eredetileg Rod Serling írta Pierre Boulle könyve alapján, de többször átírta, mielőtt elkészült. J. Lee Thompson és Blake Edwards rendezőket is megkeresték, de a film producere, Arthur P. Jacobs, Charlton Heston tanácsára Franklin J. Schaffnert választotta filmrendezőnek. Schaffner egy primitívebb majomtársadalmat jelenített meg a drágább, futurisztikus épületek és fejlett technológia helyett. A forgatás 1967. május–augusztus között zajlott le, főleg Kaliforniában és Arizonában, a nyitó jelenetet a Powell-tónál, Utah-ban vették fel. A film költségvetése körülbelül 5 800 000 dollár volt.
A főhős egy balsikerű űrrepülés következtében egy Földhöz hasonló bolygón landol kétezer évvel a felszállás után. Ezen a bolygón az emberszabású majmok a domináns faj, az ember pedig vadállat. A fim úttörő jelentőségű volt, ami a maszkmesteri munkát illeti, a majmok ábrázolása abban az időben forradalmi volt, és számos későbbi filmre hatást gyakorolt. A film sikere négy folytatást, egy TV-filmet, egy rajzfilmsorozatot, képregény-adaptációt és ajándéktárgyak megjelenését hozott magával. 
A film Pierre Boulle regénye alapján készült. 2001-ben a regény egy újabb megfilmesített változata is elkészült, majd 2011-ben egy új trilógia készült, a sorozat rebootjaként és egyfajta előzménytörténetként. 2001-ben az Egyesült Államok nemzeti filmregiszterébe is felvették a filmet, mint megőrzésre érdemes alkotást.

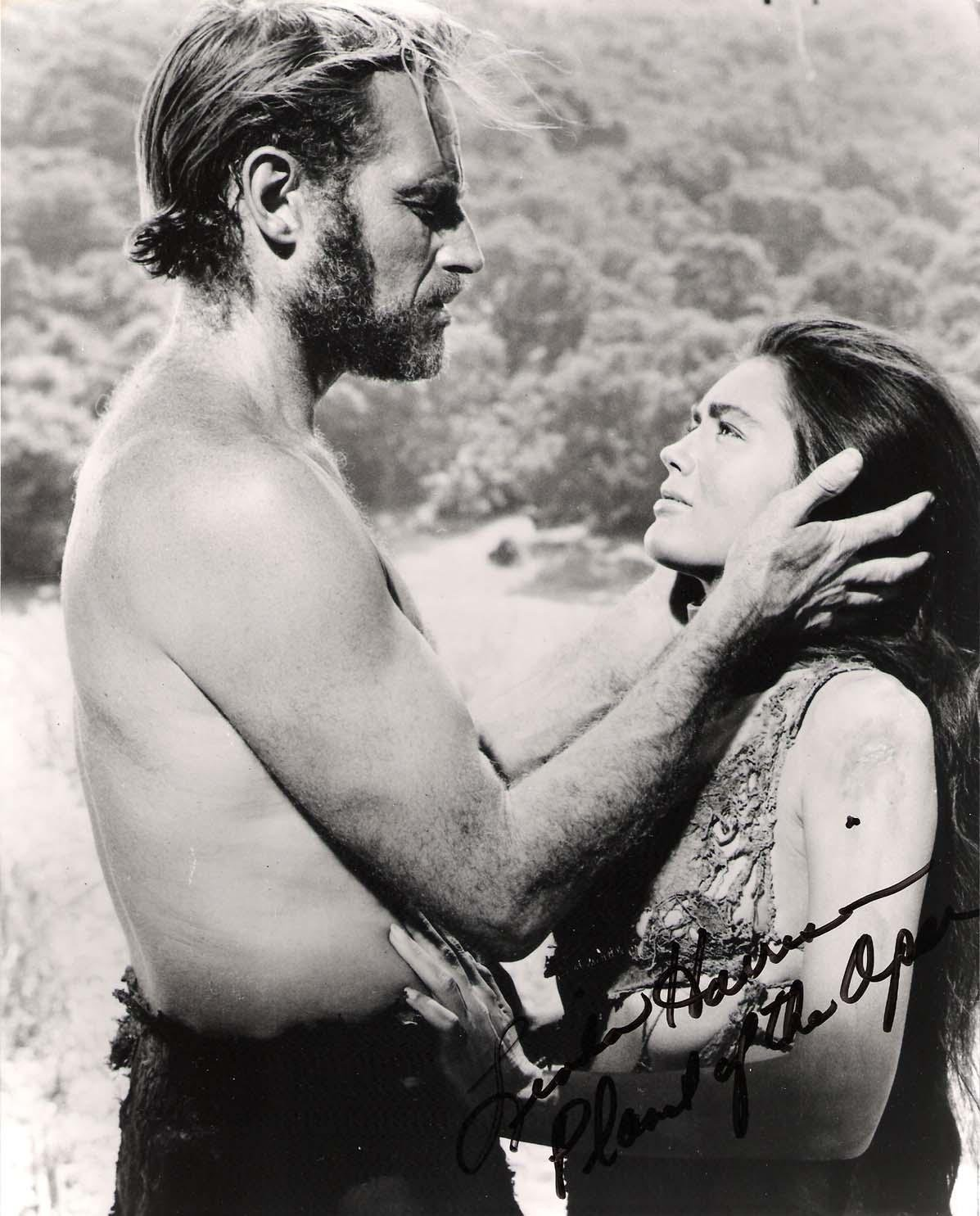
Charlton Heston (Taylor) és Linda Harrison (Nova)

## Történet
Az Egyesült Államok 1972-ben útnak indít négy asztronautát, hogy részt vegyenek egy kísérletben: utazzanak az Alfa Centauri csillagrendszerbe és vissza. A számítások szerint kilenc év elteltével kellene visszatérniük, de rejtélyes módon eltűnt az űrhajójuk. Az oka az az ismert fizikai tétel, miszerint a fénysebességhez közeli sebességgel közlekedő jármű utasai számára lelassul az idő. Míg ők az eltelt időt másfél évnek észlelik, addig a Földön 2000 év telt el. A négy űrhajós: Taylor, Landon, Dodge, és Stewart, lezuhannak egy ismeretlen bolygón, földi idő szerint 3978-ban. Az egyetlen női űrhajós, Stewart már régóta halott, ráadásul az űrhajó elsüllyed a tóban, ahová becsapódtak. A három űrhajós kénytelen felderíteni a terepet, de életnek a jelek szerint semmi nyoma. Aztán találnak egy növényt. Nem sokkal később pedig egy oázisra bukkannak, ahol megfürdenek. Közben titokzatos tolvajok ellopják a ruháikat, s ők a nyomukba erednek. Hamarosan rájuk is bukkannak: primitív, embernek tűnő lények, akiket egy csapat gorilla lóháton zavar ki a kukoricamezőről; egyértelműen vadászat céljából. Dodge-ot megölik a majmok, Taylort és Landont pedig magukkal hurcolják a majomvárosba. Taylor megsérül a torkán és ezért képtelen beszélni. Szerencsére jó kezekbe kerül: a csimpánz jegyespár Zira és Cornelius vizsgálja őt. Egy ketrecbe zárják egy gyönyörű nővel. Taylor Novának nevezi el, próbálja őt civilizálni, miközben megállapítja, hogy a majomtársadalom három részre osztható: a gorillák katonai és rendfenntartó szerepet vállalnak; az orangutánok politikusok és adminisztrátorok; míg a csimpánzok gondolkodók és munkások. Az ember itt csak egy primitív faj, akiken kísérleteket végeznek, és kiirtásra vannak ítélve. A kísérletezés áldozata lesz Landon is, akin lobotómiát hajtanak végre. A halott Dodge-ot pedig kitömve állítják ki a múzeumban (mivel fekete bőrével kitűnik az egyébként fehér bőrű vademberek közül). 
Zira és Cornelius megállapítják Taylor szájmozgásából, hogy talán képes a beszédre. Jelentik feljebbvalójuknak, Dr. Zaiusnak, aki azonban egy szavukat sem hiszi el – mikor egyszer szemtanúja lesz, hogy Taylor betűket ír a porba, megsemmisíti az írást. Taylor papírt és íróeszközt próbál szerezni, ami meggyőzi Corneliust, hogy intelligens. Zaius azonban kasztráltatni akarja, mire Taylor megszökik. A gorillák a nyomában vannak, és a város főterén elfogják. Ekkor váratlanul felkiált: „Vidd odébb a büdös mancsodat, te koszos, rohadt majom!”. Így mindenki tanúja lesz intelligenciájának. Bíróság elé állítják, ahol állatként bánnak vele. Zaius lobotómiával fenyegeti, ha nem mondja el az igazat arról, hogy honnan jött. Eközben Cornelius és Zira arra készülnek, hogy Taylort és Novát megszöktessék. A Tiltott Zóna nevű sivatagos helyre akarják őket vinni, ahol Cornelius korábban ásatásokat folytatott, hogy a majmok őseinek civilizációját megtalálja. Az általa talált leletek azonban nem ősi majom, hanem sokkal inkább fejlett emberi civilizáció nyomait mutatják. Zaius és csapata rajtuk üt az ásatási helyszínen. Ott egy beszélő babát találnak, mely bizonyíték lehetne az ember valaha volt fejlettségére. Zaiust túszul ejti Taylor, hogy megszökhessen és megtalálhassa a válaszait, miközben Zaius vádlón közli vele, hogy a Tiltott Zóna egykor paradicsom volt, és a fajtája tette azzá, amilyen lett. A bizonyítékokat, amelyek szerint az ember valaha értelmes lény volt a bolygón, megsemmisíti. Taylor ellovagol, majd pár pillanattal később, a filmtörténet egyik legdrámaibb jelenetében, rájön, hogy ezen a bolygón miért a majmok az urak és az ember a vadállat. Felfedezi a Szabadság-szobor romjait, és rájön, hogy a bolygó, ahol van, a Föld, és egy atomháború pusztította el az emberi civilizációt, és nyitotta meg az utat a majmok előtt...

## Alaptémák
A majmok társadalmának az az alapja, hogy az evolúció csúcsán a majmok állnak, a náluk primitívebb embereket pedig vallásos meggyőződésük miatt ki nem állhatják. Ez a szembenállás a legfélelmetesebben a Zaius által a film végén idézett Szent Tekercsekben található meg:
Őrizkedj az embertől, mert ő az ördög eszköze. Isten teremtményei közül ő öl sportból, pénzért, hírért. Igen, megöli a testvérét, hogy megszerezhesse annak vagyonát. Ne hagyjátok elszaporodni, mert elpusztítja saját otthonát, de a tiéteket is. Űzzétek el, hajtsátok vissza az embert a dzsungel sűrűjébe, mert ő a halál hírnöke.
A film történetéből is ez következik: az ember önzése és pusztító vágya miatt elpusztítja saját civilizációját, és lesüllyed, míg a majmok felemelkednek. Ezt azonban a majmok közül nagyon kevesen tudják. Dr. Zaius is ennek a nagy titoknak a tudója. Valószínűleg amiatti félelmében, hogy az ember, ha rájön, hogy egykoron ő volt ennek a bolygónak az ura, fellázad, és végül újra elpusztítja az egészet, szigorúan őrködik afelett, hogy senki fel ne fedezhesse a titkot. Ezért nem is hajlandó elismerni Taylort értelmes lényként.

## Eltérések a regényhez képest
- A film főhőse nem Ulysse Mérou francia újságíró, hanem az amerikai űrhajós, George Taylor.
- A regényben az emberek teljesen meztelenek, a filmben nem.
- A majmok technológiája és kultúrája fejletlenebb, mint a regényben olvasható.
- A filmben a majmok angolul beszélnek, a könyvben egy idegen nyelven.
- A film a Földön játszódik, a regény egy Földhöz hasonló bolygón.

## Forgatási helyszínek
- Az űrhajó elsüllyedése az arizonai Powell-tavon lett forgatva.
- A sivatagi jelenetek az arizonai Page közelében, a Glen Canyonban készültek.
- A majomváros a Malibutól néhány kilométerre északra található Fox Ranch stúdióban lett felépítve.[2]
- A barlang bejárata és a sziklamászás a malibui Westward Beach kis öblében készült, közvetlenül a Point Dume fok alatt.

## Érdekesség
A film záró jelenete a Szabadság-szoborral és a két majommal paródia formájában feltűnik Mel Brooks Űrgolyhók (Space Balls) című filmjében.
A Jay és Néma Bob visszavág című filmben is van utalás erre a jelenetre (itt is paródia formájában).